# Jezni mladeniči
Jezni mladeniči (angl. Angry Young Men) so bila skupina angleškega srednjega sloja in delavstva, kamor so sodili različni dramatiki in romanopisci, ki so postali uspešni po letu 1950.  Izraz se je uveljavil v angleških časopisih po uprizoritvi Osbornove igre Ozri se v gnevu (Look back in anger). Ti so angleške pisce opisali kot razočarane nad sodobno angleško družbo, četudi izraz prvotno izhaja iz  avtobiografije Leslie Paul, ki je bila leta 1951 izdana pod naslovom Jezni mladenič (Angry young man).

## Predstavniki
- J. Osborne,
- Leslie A. Paul,
- K. Amis,
- J. Brain,
- J. Waine,
- A. Silliot.